# Might & Magic Heroes VI
Might & Magic: Heroes VI (с англ. — «Меч и Магия: Герои VI») — пошаговая стратегическая компьютерная игра с ролевыми элементами, разработанная венгерской компанией Black Hole Entertainment и изданная французской студией Ubisoft Entertainment. Шестая часть серии Heroes of Might and Magic.
Российская фирма Nival Interactive, которую изначально планировалось привлечь к созданию данного продукта, отказалась принимать участие в его разработке, сославшись на свою занятость над проектом «Аллоды Онлайн». В итоге издатель и по совместительству правообладатель бренда остановил свой выбор на Black Hole Entertainment. Выпуск игры состоялся 13 октября 2011 года. Локализация на территории России осуществлялась компанией «Бука».
Обновив продукт до версии 1.2.1, Black Hole Entertainment завершила свою работу над проектом по причине банкротства. Дальнейшее развитие оригинальной игры реализовывалось немецкой студией Limbic Entertainment, выпустившей к ней два приключенческих расширения — Pirates of the Savage Sea (рус. «Пираты Дикого Моря») от 12 июля 2012 и Danse Macabre (рус. «Пляска смерти») от 27 сентября 2012.
2 мая 2013 года «ушло на золото» единственное полноценное дополнение к Might & Magic: Heroes VI — Shades of Darkness (рус. «Грани тьмы»). Созданием продукта занималась китайская фирма Virtuos. По прошествии нескольких месяцев, 25 сентября, на официальном сайте проекта было опубликовано заявление о его закрытии. Таким образом, 2.1.1 — финальная версия игры.
«Герои VI» получили в целом положительные отзывы. Критики хвалили высокую реиграбельность, визуальное оформление и улучшения в формуле серии «Героев», но отмечали множество ошибок и сбоев в релизной версии, а также навязчивую систему DRM, требующую постоянного подключения к интернету для доступа к некоторым функциям.

## Сюжет
Действия игры разворачиваются в 564 году Седьмого Дракона (примерно за 405 лет до событий Heroes of Might and Magic V), в те времена, когда случилось второе затмение Кровавой Луны, а к власти пришёл Кха-Белех, будущий Властелин Демонов.
Михаил, легендарный архистратиг архангелов, убитый во время Войн Древних, был воскрешён Уриелем, его братом. Вдвоем они стремятся захватить Асхан, прикрываясь подготовкой к вторжению демонов, одновременно уничтожая своих древних врагов. Однако архангел недооценивает человеческую династию Грифонов…
Might & Magic Heroes VI поведает историю рода Грифонов в те времена, когда он был ещё герцогством Священной Империи и не восседал на Имперском Троне. Герцог Павел был доверенным полководцем Императора и ревностным служителем Света. Он пал, защищая свою землю от армии демонов, вызванных предсмертным заклинанием орка Тогрула. Благодаря мужеству и отваге Павла, его сын, Вячеслав — тогда ещё ребёнок — был спасён. Тогда было решено позвать домой сестру Павла, Светлану, некогда оставившую свою родину ради обучения Некромантии в Семи Городах. Она заняла место регента при Вячеславе и взяла на себя его обучение в лучших традициях рода Грифонов.
Прошло пятнадцать лет, война осталась в прошлом. Герцог Вячеслав стал отцом пятерых многообещающих детей. Именно они — герои Might & Magic Heroes VI, и действие игры разворачивается вокруг них. В момент ссоры между Вячеславом и герцогом Герцогства Волков, Герхардом, Анастасия, младшая дочь Вячеслава, прилюдно убивает своего отца кинжалом. За это ей грозит казнь, но брат Антон и тётушка Светлана помогают Анастасии избежать кары, а сама она, воскреснув как некромант, решается найти того, кто овладел её разумом в момент убийства.
Антон коронован на место своего отца, но чует неладное. Его мучают голоса душ ангелов, стремящихся обрести покой, но обреченных быть воскрешенными в небесных чертогах. Будучи ярым сторонником Эльрата, Антон пытается искоренить культ Илата, дракона Воздуха, издревле почитаемого жителями герцогства Грифонов. Вскоре поняв, что совершает глубокую ошибку, он направляет свой праведный гнев на неожиданно появившихся легионов Шио под столицей-гнездом Сокола, во главе с князем разрушения Аррибаном. Разбив демонов, в самый разгар праздненств и ликований, Антон узнает, что его мать, герцогиня Кейт, оказалась тайной служительницей Культа Древних, и он решается объявить архангелам войну, и тем самым пытаясь предотвратить конфликт между безликими и ангелами, в прошлом предрёкшим великую державу Шантири на гибель. Помогают ему в этом вернувшаяся после долгих лет скитаний старшая сестра Ирина — повелительница наг, а также младший брат Кирилл, очистивший свою душу от демонического влияния, но в то же время научившийся контролировать демонов. Безликие скрываются в тени темных эльфов, а Архангелы покидают Асхан, но обещают вернуться через пару столетий.
Помимо всего прочего, интересна судьба Сандора — незаконорожденного сына Вячеслава и Элизабет. Встав на тропу справедливости, он становится предводителем небольшого отряда орков племени Белого Копья, вместе с его лучшим другом — Краалом. Разбив рабовладельца Шарку, подчинив острова Пао и консолидировав все силы орков в один кулак, Сандор дает отпор легионам культа Обжорства и Разрушения, сыграв большую роль в разгроме вторжения Шио на Асхан.

## Интерфейс
Основной экран игры — стратегическая карта. Вы смотрите на местность сверху. Фигуркой героя на коне показывается ваше текущее месторасположение. Все действия осуществляются нажатием кнопок мыши. Как и в пятой части игры, есть возможность приближать и вертеть карту (только в данной части поворот карты не «закрепляем», и экран возвращается к изначальному ракурсу при разжатии «Page Up»). В игре существуют три плана: карта, сражение и город. План города фиксирован (как и во всех предыдущих частях, за исключением пятой), хотя до патча 1.5 город был отражён панорамным изображением 3D объектов, которое в дальнейшем заменили на «классический вид» замка по просьбе фанатов. Режим сражения показан перпендикулярно под углом в 60 градусов, а особые удары (например, спецудар войск) отражаются крупным планом с вертящейся камерой.
Игра разделена на семь дней, соответствующих ходам игроков, как и в предыдущих частях. Ходы ограничены возможностью передвижения каждого из героев по карте, а также строительством одной структуры в каждом из городов. Каждый день прибавляет ресурсы в казну королевства, а каждая новая неделя может положительно или отрицательно сказаться на росте существ. Выигрыш большинства миссий засчитывается при полном поражении всех героев соперника, а также захвате всех замков, проигрыш — при обратной ситуации.
В отличие от предыдущих частей, в игре больше не надо разгадывать тайну загадки обелисков, и копать для того чтобы найти клад — достаточно просто собрать одним героем четыре осколка лунного диска-артефакта путём разведки карты и получить «Слезу Асхи» (если собрать все осколки в инвентаре одного из героев), позволяющую построить особое строение в одном любом замке (по выбору). Также, у всех героев теперь есть возможность телепортироваться в ближайший замок (раньше, это заклинание было доступно лишь героям-магам начиная с 4-й ступени гильдии), а также телепортироваться из одного города в другой (до этого доступная лишь как особый навык замка Инферно) при наличии структур-порталов. Кроме того, погрузка и выгрузка героя на корабль в игре больше не занимает остатка дня, и корабль теперь может отчалить в тот же день. Наконец, из игры убрали систему караванов с юнитами, по причине изменения доступности найма: юниты больше не нанимаются из каждого замка, а могут быть напрямую наняты из общедоступного числа в любой замок (хотя в отдельностоящих фортах существ можно нанять только если к ним прикрепить жилищные постройки, находящиеся в поле действия форта), поэтому нужды в их перекидывании из одного замка в другой больше нет. Теперь герой может передвигаться по карте и без войска, но при таком раскладе не может атаковать нейтральные стеки, а при нападении вражеского войска бой автоматически проигрывается.
Изменениям и балансировке также подверглись колёса навыков и заклинаний. Навыки больше не выпадают герою «случайным числом», а могут быть выбраны игроком при достижении каждого нового уровня героя. При помощи кнопки «переобучение» также возможно забыть старые навыки, и выбрать для героя новые при необходимости (ранее такая возможность стоила ресурсов и была доступна лишь при посещении особых объектов на карте). Гильдия магии заменилась похожей системой обучения заклинаниям: игрок теперь сам может выбрать любое заклинание для своего героя, исходя из трёх доступных ступеней: первая (на 5-м уровне), вторая (на 10-м) и третья (на 15-м). «Забыть» теперь можно и заклинания.
Наконец, в игре появились юниты-боссы. Это особые юниты, встречающиеся примерно каждые 2 миссии, и представляющие собой стэки из одного юнита со значительным количеством очков жизни (в среднем: от 50 000 до 1 000 000). Схватки с боссом избежать невозможно, равно как невозможно включить режим автобоя. Некоторые заклинания (например те, что связаны с пропуском хода) на босса не действуют. Атаки босса отличаются от атак обычных юнитов и в основном показаны на карте красными точками за 1 ход до самой атаки. Если в отмеченных клетках в этот момент находятся юниты, то они получат дополнительный урон от суператаки. В некоторых миссия босс также окружён стэками из обычных юнитов, а в других — боссов вообще 2, 3 или даже 4 (но при таком раскладе они слабее).

### Династии
Ещё одно отличительное нововведение представляет система CONFLUX, которая является по совместительству онлайн-порталом, привязанным к аккаунту игрока. Играть вне подключения (например, без интернет соединения) возможно, но не желательно, так как прежде всего игра не сможет осуществлять автоматических сохранений (в учётную запись), а во-вторых, CONFLUX даёт доступ к особым артефактам. В игре они именуются «династическими» и игрок имеет возможность экипировать ими своего основного героя в начале каждой миссии каждой кампании. Артефакты эти, в отличие от тех что обретаются уже за игру, не переходят к сопернику в случае поражения героя, а всегда остаются при нём. Кроме того, они усиливают большинство навыков героя, делая его сильнее с каждым уровнем. Изначально «династии» задумывались как предмет социального сближения игроков, примерно так же как и некоторые объекты на карте (шары CONFLUX, среди прочих, где игрок может оставлять сообщение для будущих посетителей — как в гостевой книге), предполагались покупка и обмен таких предметов с кредитов (заработанных на конкурсах очков, или денежной системы) на форумах Ubisoft. Однако, в дальнейшем династии себя не проявили (в том числе из-за значительного количества пиратских копий игры, в которых система CONFLUX была отключена).
Наравне с династиями, та же система позволяла игрокам приобретать «питомцев» (англ. pets) для игры. Питомцы также могут набирать уровни вместе с героем, которому они принадлежат, и имеют по спецвозможности (как разведка территории, или помощь в бою в качестве заклинаний). Не все питомцы связаны напрямую с системой CONFLUX, Птица Грома Крэг Хэка в дополнении «Пиратов», например, является питомцем героя, приобретённым из босса первой миссии, но также имеет спецвозможность, несмотря на то что Птицу продать или обменять нельзя.

### Города и замки
Города и замки — основные строения в игре. Служат для сбора налогов, пополнения ресурсов и найма существ. У каждой фракции свой город выглядит по своему. У Альянса Света — красивые города в романском стиле, у нежити — каменные строения, которые излучают зелёное магическое свечение, у демонов — огненные скалы. Кроме того, каждый город можно перестроить под город своей расы, хотя этого можно и не делать, если вы хотите нанимать существ другой расы.

### Сражения
Сражения — столкновения вражеских армий. Бой делится на ходы. За каждый ход как правило каждое существо может совершить одно действие (существуют исключения при применении магии и наличия специальных умений). Для каждого существа заранее определяется его очерёдность хода, которая зависит от уровня активности существа. Каждая битва происходит на поле, которое поделено на клетки, по ним передвигаются существа. За каждый отряд отвечает иконка одного существа, что весьма удобно. При нападении вражеского существа показывается, сколько существ оно убило и сколько урона нанесло следующему. Герои также участвуют в сражении, но при этом не находятся на поле боя, как существа. При наступлении хода героя они могут или нанести физический урон какому-либо отряду существ противника, или произвести магические действия (подробнее в разделе «Магия»). Как у отрядов существ, так и у героев есть возможность отложить свой очередной ход на конец хода и возможность ничего не предпринимать, заняв оборонительную позицию.
Если вся армия героя уничтожена, то он считается поверженным и исчезает с карты игры по окончании сражения.
Сражения делятся на несколько типов — обычное, осада города или форта, морское сражение, сражение на мосту, сражение с боссом. Обычное сражение — это столкновение двух армий на суше и всё в нём происходит по приведённому выше описанию. При осаде города или форта две армии разделяет стена (для каждой фракции разного типа). Нападающая сторона один раз в ход стреляет из катапульты, чтобы пробить стену. До этого в сражении участвуют лишь войска дальнего боя. Кроме того, отряд из осаждаемой стороны может выйти через ворота (если они есть). Когда катапульта разбивает часть стены, войска ближнего боя начинают сражение. Сражение на море является разновидностью обычного сражения, происходящего на двух кораблях. Через доску нападающая сторона переходит на вражеский корабль, а дальше действует как в обычном сражении. Сражение на мосту отличается от обычного сражения более длинным полем сражения, которое за один ход не может пересечь ни одно существо. Сражение с боссом происходит для армии героя по тем же правилам, что и в обычных сражениях, а боссы-противники обычно имеют возможность делать больше действий (2-3) за один ход сражения.

### Ресурсы
- Золото — основной ресурс, используется как деньги. Необходим для найма героев и существ и строительства городских зданий. Главный источник золота — ежедневный доход от городов, от золотых шахт и, в некоторых случаях, от артефактов;
- Дерево и руда — основные строительные материалы. Лесопилки и шахты приносят две единицы дерева и руды в день соответственно;
- Кристаллы крови — дополнительный ресурс. Добываются на шахтах (1 кристалл в день). Считается драгоценностью и служит для найма высших существ последнего уровня в замках, а также для покупки некоторых артефактов.

Также в игре есть упоминание о ресурсе старых частей игры. Иногда встречается неделя серы, а её описание звучит так «производство серы удваивается, жаль что жители Асхана пока не научились использовать этот ресурс».

## Фракции
Согласно первоначальным планам команды разработчиков проекта, в шестой части серии Heroes of Might and Magic должны были быть представлены следующие игровые стороны: Альянс Света, Академия, Некрополис, Инферно, Непокорные Племена, Святилище. Однако в процессе создания продукта принимается решение о сокращении количества фракций до пяти посредством удаления Академии из их перечня. Официальное дополнение «Грани Тьмы» от 2 мая 2013 года добавило возможность возглавить войска тёмных эльфов и их союзников, объединённых в рамках Лиги Теней.
Каждая фракция содержит два типа героя: воин и маг. Статистически, воины имеют повышенную атаку и защиту, в то время как маги имеют повышенный интеллект и навык колдовства. Кроме того, нововведение игры представляет система репутации героев: теперь игрок может выбрать для героя репутацию «слёз» или «крови». Первая репутация в целом связана с действиями милосердия героя (дать врагу сбежать и т. д.), вторая же связана с актами жестокости героя (преследовать и уничтожить сбежавших и т. п.). По достижении 250 баллов любой из репутации, игрок может сделать выбор, который даст герою особый навык или заклинание, а при достижении 1000 баллов ещё один навык или заклинание. Таким образом, для каждой из фракций теперь существует 6 классов героев, а всего в игре их теперь 30 (36 в дополнении).
У каждого класса героев есть особая возможность, в основном она связана с возможностью фракции (например, все герои-некроманты могут во время игры «поднимать» юнитов 1 и 2 ступеней, герои-некроманты репутации «слёз» могут также усиливать долголетие этих юнитов, в то время как герои-некроманты репутации «крови» могут придавать юнитам вампирические свойства отнятия жизни у своих врагов во время атаки). К сожалению, «переучиться» из одной репутации в другую в игре нельзя, кроме того, на этом завязана сама сюжетная линия.

### Альянс Света
Haven (рус. Убежище, в лиценз. Альянс Света) — священная империя людей, поклоняющихся дракону-богу света Эльрату (англ. Elrath), со столицей в городе Falcon’s Reach (рус. Соколиный Размах). Эта фракция является стереотипной средневековой империей, но её образ имеет существенные вкрапления романской культуры. Их цель — новый мировой порядок и насаждение идеалов света и чистоты. Преимущества — высокий моральный дух, устойчивость и развитая магия света и исцеления. Слабости — упор на сугубо ближний бой и недостаток агрессии. Главным героем кампании является молодой герцог Антон, сын Вячеслава и его наследник. С детства слышит странные голоса, которые указали на вину Безликих в смерти Вячеслава. Голоса были приглушены Йоргеном — лекарем и советником Вячеслава, но после смерти отца Антона они вернулись. Ярый сторонник веры в Эльрата, но позже сомневается в нём. Один из первых узнаёт, что Йорген — Безликий.

### Инферно
Inferno (рус. Ад, в лиценз. Инферно) — Шио, «Тюрьма Огня», план бытия, созданный Седьмым Драконом Сар-Иламом для заключения дракона хаоса Ургаша и созданных им демонов. Их столица Ур-Хекал, Врата Горящего Сердца (англ. Ur-Hekal, the Gate of the Burning Heart). В этой части разработчики решили сконцентрироваться на более агрессивном и демоническим виде. Столетиями они были заключены в эту тюрьму, но сейчас они намереваются покорить мир, воспользовавшись прорехами в тюрьме, что держит их в Шио. Демоны являются слугами Хаоса и единственное, в чём они видят смысл, это полная свобода личности и воли. Преимущества — смертоносная магия, а также самые высокие удача и выносливость. Слабости — отсутствие дисциплины и слабый моральный дух. Главным героем кампании является Кирилл, сын Вячеслава, который родился в один день со своей сестрой-близнецом — Анастасией, в которого его наставница ангел Сара вселила древнего демона разрушения Азкаала. По мере изучения и прохождения Шио, Кирилл узнаёт все больше и больше о династиях и Незримой Библиотеке — месте, где скрываются Безликие.

### Некрополис
Necropolis (рус. Некрополис) — некроманты, традиционная фракция для серии Heroes of Might & Magic. На этот раз их внешний вид был существенно изменён под влиянием культуры Древнего Египта. И поскольку действие игры происходит задолго до сюжета пятой части, некроманты в этой игре — ещё всего лишь секта, отколовшаяся от магов. Страна некромантов и магов называется «Семь Городов» (англ. The Seven Cities). Бог некромантов — Первоначальный дракон порядка (англ. Primordial Dragon of Order), Асха, но они слишком преувеличили аспект «Смерти» в его значении. Преимущества — отсутствие усталости и сильная ослабляющая магия. Слабости — низкая мобильность, маленькое количество заклинаний поддержки. Главной героиней кампании является Анастасия, дочь Вячеслава, которая убила его. Чтобы спасти Анастасию, брошенную в темницу, от пыток инквизиции, её брат Антон вонзил кинжал ей в сердце. Впоследствии она была воскрешена двоюродной тётей, некромантом Светланой. Чтобы найти убийц отца, Анастасия решает изучать путь Некромантии, в этом ей помогает Йорген — бывший лекарь и советник Вячеслава, являющийся Безликим, и сама Светлана. Но правда оказывается очень необычной…

### Непокорные Племена
Stronghold (рус. Оплот, в лиценз. Непокорные Племена) — раса орков, населяющих острова Пао (англ. The Pao islands) в Нефритовом океане (англ. Jade Ocean). , у орков есть собственные боги, они поклоняются «Матери-Земле и Отцу-Небу» (англ. Mother Earth and Father Sky). Первоначально они были созданы как рабы для борьбы с демонами, но впоследствии смогли освободиться, благодаря Куньяку Освободителю. Их столица Taumata-Kunyak (рус. Таумата-Куньяк) названа в честь легендарного освободителя орков из рабства. На данный момент они раздроблены и живут тысячами племён. У этой фракции основной упор был сделан на ацтекскую культуру. Преимущества — выносливость и высокая подвижность, иммунитет к демонической магии. Недостатки — слабые магия и тактика. Главным героем является Сандор, самый старший, внебрачный сын Вячеслава. По этой причине он не любил жить при дворе и сошёлся с орком Краалом, другом Вячеслава. В Ирине видит родственную душу, если не больше. Поэтому, когда узнал о её заточении, спас сестру и увёл её на острова Наг. Орки прозвали Сандора «Куньякты» — в честь освободителя орков Куньяка. В будущем Сандор создаст династию Воронов.

### Святилище
Sanctuary (рус. Святилище) — феодальная страна наг, живущих рядом с водой. Эта фракция является уникальной для игровой серии, но при этом содержит ряд юнитов, появляющихся в прошлых частях. Страна наг создавалась с сильным упором на восточноазиатскую культуру, особенно японскую. Так, многие её юниты носят японские названия — наг в самурайских доспехах Кэнси, водяной Каппа и дракон Кирин. В соответствии с этой традицией, их страна называется Хасима (англ. Hashima) названный разработчиками в честь одноимённого острова, а столица — Нария (англ. Nariya). Наги живут везде, где есть вода, но в большинстве случаев вдали от других народов. Это связано с тем, что основная цель жизни наг — это постоянное самосовершенствование и соблюдение чистоты. Чем бы ни занимался наг — искусством или военным ремеслом — его всегда сложно превзойти. Преимущества — сбалансированность и беспрекословное выполнение приказов. Слабости — дороговизна отрядов и ограниченный стрелковый бой. Уже во время бета-тестирования второе слабое место Святилища было упразднено в связи с возникшим дисбалансом между игровыми фракциями — коралловые и жемчужные жрицы обрели способность атаковать дистанционно. Главной героиней кампании является Ирина, старшая дочь Вячеслава, насильно выданная замуж за Герхарда, герцога Волка. Во время первой брачной ночи нанесла мужу увечье, что послужило причиной заточения Ирины в тюрьму, откуда её вызволяет Сандор и уводит на Хасиму. Одна, на незнакомой земле, Ирина нашла способ отомстить мужу. Под покровительством наги Кацуи, Ирина становится Даймё острова (Даймё — военный лидер, генерал). Но события омрачает один факт — Ирина беременна наследником Волка…

### Лига Теней
Dungeon (рус. Темница, в лиценз. Лига Теней) — фракция, возглавляемая народом тёмных эльфов, некогда проживавших в лесах Ироллана, но изгнанных оттуда. Под угрозой полного уничтожения они заключили договор с таинственными Безликими, радикально сменив свою религиозно-философскую идеологию, и были уведены в хтонические глубины, что в дальнейшем послужило причиной возникновения локального военного конфликта между нациями Лиги Теней и Северных Кланов по вопросам территориального передела местностей смежных подземелий. Объединившись с преимущественно эндемичными созданиями в рамках почитающей Малассу, Бога-Дракона Тьмы, фракции, тёмные эльфы основали государство Игг-Шалл, Тёмная Пещера, столицей которого стал город Конос, Лабиринт Теней. На момент событий Might & Magic Heroes VI центральной персоной данной нации являлся Раилаг, старший сын и главный наследник королевы Туидханы, убитой в День Огненных Слёз. В шестой части серии войска подземной фракции представлены как уже знакомыми большинству игроков по предыдущим вариациям и несколько концептуально изменёнными видами бойцов (ассасины, ловчие, вестовщики, мантикоры, минотавры, теневые драконы), так и одним совершенно новым, ранее появлявшимся в оригинальной версии игры исключительно в качестве персонажей повествования (безликие). Расовое умение Лиги Теней, «Покров Малассы», дарует дружественным отрядам соответствующей фракционной принадлежности временную и обусловленную различными факторами благословляющую невидимость, позволяющую осуществлять более эффективные атаки с незащищённых оппонентом сторон.

### Академия
Academy (рус. Академия) — одна из девяти фракций актуального сеттинга бренда Might & Magic, национальной сердцевиной которой является народ магов Семи Городов (на момент событий Might & Magic Heroes VI, в дальнейшем — Серебряные Города), выводящих новые виды существ посредством проведения различных экспериментов по межвидовому скрещиванию и создающих уникальные военные машины, концептуально базирующиеся на идеях древнего искусства Шантири. Изначально присутствовавшая в числе игровых сторон шестой части серии Heroes of Might and Magic Академия впоследствии была удалена из этого перечня, однако в 2012 некоторые графические наработки, тремя годами ранее подготовленные специально для данной фракции, появились сперва на официальном портале Might & Magic, а затем — на страницах книги The World of Might and Magic: The Ashan Compendium (рус. «Мир Меча и Магии: Компендиум Асхана»). Опубликованные изображения демонстрируют преимущественно знакомых опытным игрокам персонажей: горгулью, боевого мага и титана, а также джиннов и ракшасов обеих степеней развития. Помимо перечисленных выше существ, в раздел Академии был отнесён рисунок танцующего дервиша — практически не экипированной длинноволосой брюнетки, вокруг которой парят множественные металлические лезвия. Своеобразным напоминанием о сорванных планах команды разработчиков служит присутствующее в финальной версии продукта династическое оружие под названием The Staff of Sar-Aggreth (рус. Посох Сар-Аггрета), выполненное в стилистике упразднённой фракции, где преобладают культурные элементы стран Древнего Востока. Вопреки ожиданиям поклонников серии, каких-либо заявлений о возобновлении работ над Академией от издателя не поступало. Впоследствии несколько переработанные концептуальные рисунки существ Академии из книги «Мир Меча и Магии: Компендиум Асхана» появились в игре Might & Magic: Duel of Champions. В итоге данные наработки были использованы при создании Might & Magic Heroes VII, где Академия представлена в качестве одной из игровых сторон.

## Разработка

### Первые упоминания
В июне 2009 в видеодневниках разработчиков, посвящённых игре Might & Magic: Clash of Heroes, Эрван Ле Бретон и Роман ле Вауберт (англ. Romain de Waubert) появились в рубашках с логотипом Might & Magic: Heroes VI. В интервью порталу PlanetDS.de де Вауберт сказал: «Я настолько большой фанат серии Might & Magic, что ношу её будущее, как вторую кожу, очень близко к сердцу».
По словам Ле Бретона, российская студия Nival Interactive, работавшая над пятой частью, была согласна разрабатывать шестую часть, но Nival и Ubisoft не сошлись в видении будущего серии, к тому же многие люди, работавшие над «пятыми героями», заняты проектом Аллоды Онлайн.
По заявлению Сергея Орловского, «„Нивал“ отказался делать проект из-за кабальных условий издателя».
Black Hole Entertainment же показались издателю «опытными, талантливыми и страстными» людьми и поэтому были выбраны для разработки игры. Оливье Ледруа снова сотрудничал с Ubisoft в плане художественного руководства. По словам издателей, предложения фанатского сообщества на специальном форуме также принимались во внимание.
| Системные требования    | Системные требования      | Системные требования         |
| ----------------------- | ------------------------- | ---------------------------- |
|                         | Минимальные               | Рекомендуемые                |
| Microsoft Windows       |                           |                              |
| ОС                      | Windows XP, Vista         | Windows 7                    |
| Объём ОЗУ               | 1,5 ГБ                    | 2 ГБ                         |
| Информационный носитель | DVD                       | DVD                          |
| Видеокарта              | 512 МБ                    | 1 ГБ                         |
| Звуковая плата          | Совместимая с DirectX 9.0 | Совместимая с DirectX 9.0    |
| Сеть                    | 128 кбит/с                | Любое более высокое значение |
| Устройства ввода        | клавиатура Мышь           | клавиатура Мышь              |

### Дополнения и версии
Все дополнения для «Героев VI» выпускались исключительно как скачиваемые установщики и на носителях не продавались, за исключением «Золотого издания» (Gold Edition). Они были доступны для скачивания на виртуальном сервисе Ubisoft-а под названием uPlay. Издание Heroes VI Complete Edition, содержащее финальную версию игры со всеми дополнениями, а также фан-арт и буклет к игре, было доступно лишь по интернет-заказу и с прилавков тоже не продавалось.
14 июня 2012 года было объявлено о выходе первого дополнения — Меч и Магия Герои 6: Пираты дикого моря (англ. Might & Magic Heroes 6: Pirates of the Savage Sea, оно же — патч 1.5). Это дополнение позволяет играть за легендарного Крэг Хэка, нанятого Советом Пиратов с целью выяснить о пропаже кораблей в Диких Морях во время Мистического Шторма. «Меч и Магия Герои 6: Пираты диких морей» стали доступны 12 июля за 9.99 евро (в СНГ за 119 рублей). 11 июля на официальной Facebook-странице компании был проведён конкурс, в котором три первых правильно ответивших на все 5 вопросов пользователя получили код для бесплатного скачивания дополнения. Вопросы касались вселенной Асхана.
О втором дополнении было объявлено 23 августа. Его название — Меч и Магия Герои 6: Пляска смерти (англ. Might & Magic Heroes 6: Danse Macabre, оно же — патч 1.6). В этом дополнении главным героем станет легендарный лич Сандро, внезапно появляется в землях Асхана (наверняка из-за этого он погиб в Мифограде 5-я часть кампания за Некрополис) с целью отомстить всем и вся, покорив весь мир и обуздав всех драконов-богов. Дополнение «Пляска смерти» стало доступно за 10 евро в Ubishop, Steam, а также и в других цифровых магазинах. Золотое издание стоит 40 евро. В СНГ и России цена около 130 рублей. Дополнение вышло 27 сентября 2012 года, вместе с диском «Золотое издание», в которое включено и первое дополнение.
4 октября разработчики объявили о большом дополнении — Меч и Магия Герои 6: Грани Тьмы (англ. Might & Magic Heroes VI: Shades of Darkness, оно же — патч 2.0.1). В новом дополнении у игроков появится возможность опробовать новую фракцию — Лигу Теней (англ. Dungeon). Дополнение представляет собой кампанию, раскрывающую историю тёмных эльфов. Выход этого дополнения планировался 28 февраля 2013 года, но был отложен до 2 мая 2013. Разработчики объяснили это желанием выпустить качественную игру.
Несмотря на усердную работу, финальная версия игры, 2.1.1, содержит заметное количество недоработок при недостаточном тестировании игры на разных устройствах. Этот факт мог бы помочь в дальнейшем устранить большинство неполадок. Фанаты серии в целом отозвались об игре как о «незаконченном» продукте.

### Подготовка к анонсу
Хотя ожидалось, что первые изображения появятся на выставке Gamescom 2010, многие скриншоты, а также тизер игры, приготовленные для анонса, появились на фан-сайте за несколько дней до официального пресс-релиза.

### Анонс
Игра была анонсирована 17 августа 2010 года перед выставкой Gamescom, где прошла первая презентация игры.

### Выход игры
Первоначально игру собирались выпустить весной 2011 года, однако не успели. Всё лето разработчики занимались устранением багов и решали мелкие проблемы. Игра поступила в продажу 12 октября 2011.

### Патчи
Вскоре после выпуска игры был выпущен патч 1.1. Он исправлял многие недостатки. После чего компания Black Hole Entertainment выпустила ещё два патча, изменяющие баланс игры, а затем завершила свою работу над игрой, передавая все дальнейшие права компании Limbic Entertainment, которая выпустила на данный момент три патча (1.4; 1.5 и 1.5.1). Патч 1.5 изменил экраны городов и фортов, чего и просили фанаты игры ещё при её выпуске, но при его установке было невозможно играть в сохранённые игры предыдущих версий игры, и компания сразу выпустила патч 1.5.1, исправляющий эту ошибку.
В интервью директор компании Limbic Entertainment сказал о дальнейших планах на патчи. Его компания планирует выпустить ещё два запланированных патча — 1.6 и 1.7, которые в основном также будут исправлять ошибки и корректировать баланс игры. Также в этом сообщении было объявлено, что патч 1.7 будет последним и его выход намечен на конец сентября. Тем не менее, в октябре, после выхода двух запланированных патчей, было объявленно о патче 1.8, который вышел 15 октября.
В декабре 2012 года права на разработку игры были переданы китайской компании Virtuos, которая занялась разработкой дополнения Shades of Darkness. Весной 2013 года состоялся закрытый бета тестинг игры, однако бета версия была «слита» в пиратские трекеры и появилась где-то в конце марта под патчем 2.0. Финальная версия дополнения вышла под патчем 2.0.1 13 мая 2013 года. Версия 2.1.0, вышедшая следом от 24 мая, исправила проблемы с музыкой Лиги Теней, а также придала существам немного балансировки. Финальный патч, 2.1.1., был выпущен 13 июня. 25 сентября Virtuos сообщила о прекращении техподдержки Героев 6, а в начале октября сама компания также объявила банкротство.

### Смена разработчика
17 апреля 2012 года на официальном сайте игры было объявлено, что компания Black Hole больше не будет заниматься разработкой игры, а выпуск последующих патчей будет осуществлять немецкая компания Limbic Entertainment.

## Критика
| Сводный рейтинг       | Сводный рейтинг     |
| Агрегатор             | Оценка              |
| --------------------- | ------------------- |
| GameRankings          | 77,06 %             |
| Metacritic            | 77/100 (48 обзоров) |
| Иноязычные издания    |                     |
| Издание               | Оценка              |
| GameSpot              | 8/10                |
| GameSpy               | [ 27 ]              |
| GamesRadar+           | [ 28 ]              |
| GameTrailers          | 7,8/10              |
| IGN                   | 8/10                |
| Voodoo Extreme 3D     | [ 31 ]              |
| Русскоязычные издания |                     |
| Издание               | Оценка              |
| 3DNews                | 7/10                |
| Absolute Games        | 80 %                |
| PlayGround.ru         | 6,8/10              |
| «Домашний ПК»         | [ 35 ]              |
| «Игромания»           | 5,5/10              |
| StopGame.ru           | похвально           |
| BestGamer.Ru          | 8,1/10              |

Игра была принята профильными изданиями достаточно смешанно. Одни и те же аспекты игры в разных отраслевых журналах характеризовались неодинаково, а порой и противоположно. Так, графику и интерфейс некоторые рецензенты охарактеризовали как преимущество, другие — как недостаток. В частности, «Игромания» сравнила игровой мир с «самым обычным, уравновешенным, если не сказать пошлым фэнтези».
Многие составители обзоров отмечали то, что игра в своей основе повторяет опыт предыдущих частей франшизы, но новые механики в значительной степени вторичны, а потому могут понравиться далеко не всем. В частности, критике подверглись отсутствие традиционной системы шахт, разбросанных по всей карте, и слишком упрощённая стратегия ведения войны.

## Издания

### Евросоюз
Лицензионная версия
Содержит:
- Эксклюзивную упаковку
- Игру «Might & Magic Heroes VI»
- Код для Steam
- Демо-версию «Might & Magic: Clash of Heroes»
- Блестящую наклейку
- Два трафарета с эмблемами фракций
- Плакат
- Рисунки существ[41]

Коллекционная версия
Включает лицензионную версию, а также:
- Артбук
- Саундтрек
- Медальон